# الناقوره
الناقوره (به لاتین: An-Naqura) یک روستا در دولت فلسطین است که در استان نابلس واقع شده‌است. الناقوره ۱٬۵۴۵ نفر جمعیت دارد.